# Jan Fabricius
Jan Fabricius (né le 30 septembre 1871 à Assen; mort le 23 novembre 1964  à Wimborne Minster) était un dramaturge néerlandais.

## Biographie
À l'âge de 20 ans, Jan Fabricius partit pour les Indes orientales néerlandaises gagner sa vie en tant qu'imprimeur, mais il devint vite journaliste et, 10 ans plus tard, il revint aux Pays-Bas pour être le rédacteur en chef, de, respectivement, Wereldkroniek, Spaarnebode et Nieuwe Courant. À la demande de Frits Bouwmeester (frère de Louis Bouwmeester (nl), il écrivit ses premières pièces de théâtre, Met de handschoen getrouwd, Eenzaam et De rechte lijn.

## Source de la traduction
- (nl) Cet article est partiellement ou en totalité issu de l’article de Wikipédia en néerlandais intitulé « Jan Fabricius » (voir la liste des auteurs).